# Pa Josiah Akindayomi
Pa Josiah Akindayomi  (född 1909, död 1980) var en nigeriansk pastor och grundare av trossamfundet Redeemed Christian Church of God.
Akindayomi var född och uppvuxen i Ondoregionen i västra Nigeria, i en familj som tillhörde Yoruba-tron. Han kom senare i kontakt med missionärer från Church Mission Society (CMS), döptes 1927 och upptogs i den anglikanska kyrkan. 1931 anslöt Akindayomi sig till Cherubim & Seraphim-rörelsen som han i sin tur lämnade 1952 för att starta en husförsamling i Lagos, kallad Glory of God Fellowship. Samma år bytte kyrkan namn till Redeemed Christian Church of God (RCCG) under vilket namn den har upplevt en explosiv utveckling, med församlingar i många olika länder.
Innan Pa Josiah Akindayomi dog lät han (som själv var analfabet) upprätta ett skriftligt dokument, i vilket han utsåg pastor Enoch Adejare Adeboye till sin efterträdare som ledare för RCCG.